# John Kasich
John Richard Kasich (født 13. maj 1952 i McKees Rocks, Pennsylvania) er en amerikansk politiker, medlem af det Republikanske parti. Han var den 69. guvernør for den amerikanske delstat Ohio fra 2011 indtil 2019.
Kasich blev valgt til guvernør den 2. november 2010 og overtog embedet den 10. januar 2011.
Den 21. juli 2015 bekendtgjorde Kasich, at han ville kandidere til præsidentvalget i 2016. I det Republikanske partis primærvalg har Kasich siden d. 15. marts 2016 været den ene af i alt tre tilbageværende kandidater til sit partis nominering som præsidentkandidat. Begge Kasich' konkurrenter har vundet et tocifret antal stater, hvorimod Kaich selv kun har vundet sin egen hjemstat Ohio.